# Rossington
Rossington – wieś w Anglii, w hrabstwie ceremonialnym South Yorkshire, w dystrykcie metropolitalnym Doncaster. Leży 29 km na wschód od miasta Sheffield i 228 km na północ od Londynu. Miejscowość liczy 13 255 mieszkańców.